# Epinions
Epinions.com is een consumentenwebsite die productbeoordelingen verzamelt.
Epinions startte in 1999 en werd in 2003 overgenomen door Shopping.com. Op haar beurt is deze laatste in 2005 overgenomen door eBay. Op de website kunnen consumenten recensies van producten plaatsen en lezen. Andere gebruikers kunnen de geschreven recensies vervolgens beoordelen. Bijdragen aan de site is gratis, maar de recensies kunnen inkomsten opleveren.